# Општина Зелениково
Општина Зелениково је једна од општина Скопског статистичког региона у Северној Македонији. Седиште општине је истоимено село Зелениково.

## Положај
Општина Зелениково налази се у средишњем делу Северне Македоније. Са других страна налазе се друге општине Северне Македоније:
- североисток — Општина Петровец
- исток — Општина Велес
- југ — Општина Чашка
- запад — Општина Студеничани

## Природне одлике
Рељеф: Општина Зелениково подручно припада области Торбешија. Северним делом општина се спушта у равно и плодно Скопско поље, док се већим, јужним делом општина пружа кроз планинске пределе планине Бразде.
Клима у општини је умереноконтинентална, док се у планинским деловима општине осећа њена оштрија варијанта.
Воде: Кроз северни део општине протиче река Вардар, док се на југу општине јавља мањи водоток Кадина река.

## Становништво
Општина Зелениково имала је по последњем попису из 2002. г. 4.077 ст., од чега у седишту општине 1.906 ст (44%). Општина је слабо насељена, посебно сеоско подручје.
Национални састав по попису из 2002. године био је:
|           | Број  | Постотак |
| Укупно    | 4.077 | 100%     |
| Македонци | 2.522 | 61,6%    |
| Албанци   | 1.206 | 29,6%    |
| Бошњаци   | 191   | 4,7%     |
| Роми      | 92    | 2,3%     |
| Срби      | 45    | 1,1%     |
| остали    | 21    | 0,5%     |

## Насељена места
У општини постоји 14 насељених места, сва са статусом села:
| - Зелениково - Вражале - Градовци - Гумаљево - Дејковец - Добрино - Ново Село | - Орешани - Пакошево - Палиград - Смесница - Страхојадица - Таор - Тисовица |  |